# Khailar
Khailar (o Khailor) è una suddivisione dell'India, classificata come census town, di 12.343 abitanti, situata nel distretto di Jhansi, nello stato federato dell'Uttar Pradesh. In base al numero di abitanti la città rientra nella classe IV (da 10.000 a 19.999 persone).

## Geografia fisica
La città è situata a 25° 21' 0 N e 78° 31' 60 E e ha un'altitudine di 316 m s.l.m..

## Società

### Evoluzione demografica
Al censimento del 2001 la popolazione di Khailar assommava a 12.343 persone, delle quali 6.526 maschi e 5.817 femmine. I bambini di età inferiore o uguale ai sei anni assommavano a 1.517, dei quali 803 maschi e 714 femmine. Infine, coloro che erano in grado di saper almeno leggere e scrivere erano 8.799, dei quali 5.122 maschi e 3.677 femmine.